# 黃美廉
黃美廉（1964年—），台灣台南人，基督徒，她自幼罹患腦性麻痺，說話及行動也受到影響，後來在美國長大，求學，在加州州立大學洛杉磯分校獲得藝術博士，曾獲得1993年中華民國十大傑出青年，並多次舉行畫展，著有《心靈的顏色》、《畫家畫話-黃美廉的彩筆世界》等書，現任藝術工作室負責人。

## 生平
黃美廉在1964年在基督教家庭中出生，父親是牧師，在黃美廉出生時，因為醫療問題，罹患腦性麻痺，六歲以前無法行走，甚至還需要別人餵食。後來雖有好轉，但顏面神經受到影響，行走時四肢也無法平衡。在國小二年級時其繪畫受到老師的鼓勵，鼓勵她未來可以當畫家。
後來黃美廉全家移民美國，她也在美國求學，先在殘障中學求學，再到東洛杉磯學院，及加州州立大學洛杉磯分校，主修藝術。後來在1993年獲得加州州立大學洛杉磯分校的博士學位，並且同年獲獲得中華民國十大傑出青年。
基督教天韻合唱團中的一張專輯《給我換顆心》即為黃美廉而作，另外有一首詩歌《如果我能唱》是由黃美廉作詞。